# Organy kinowe

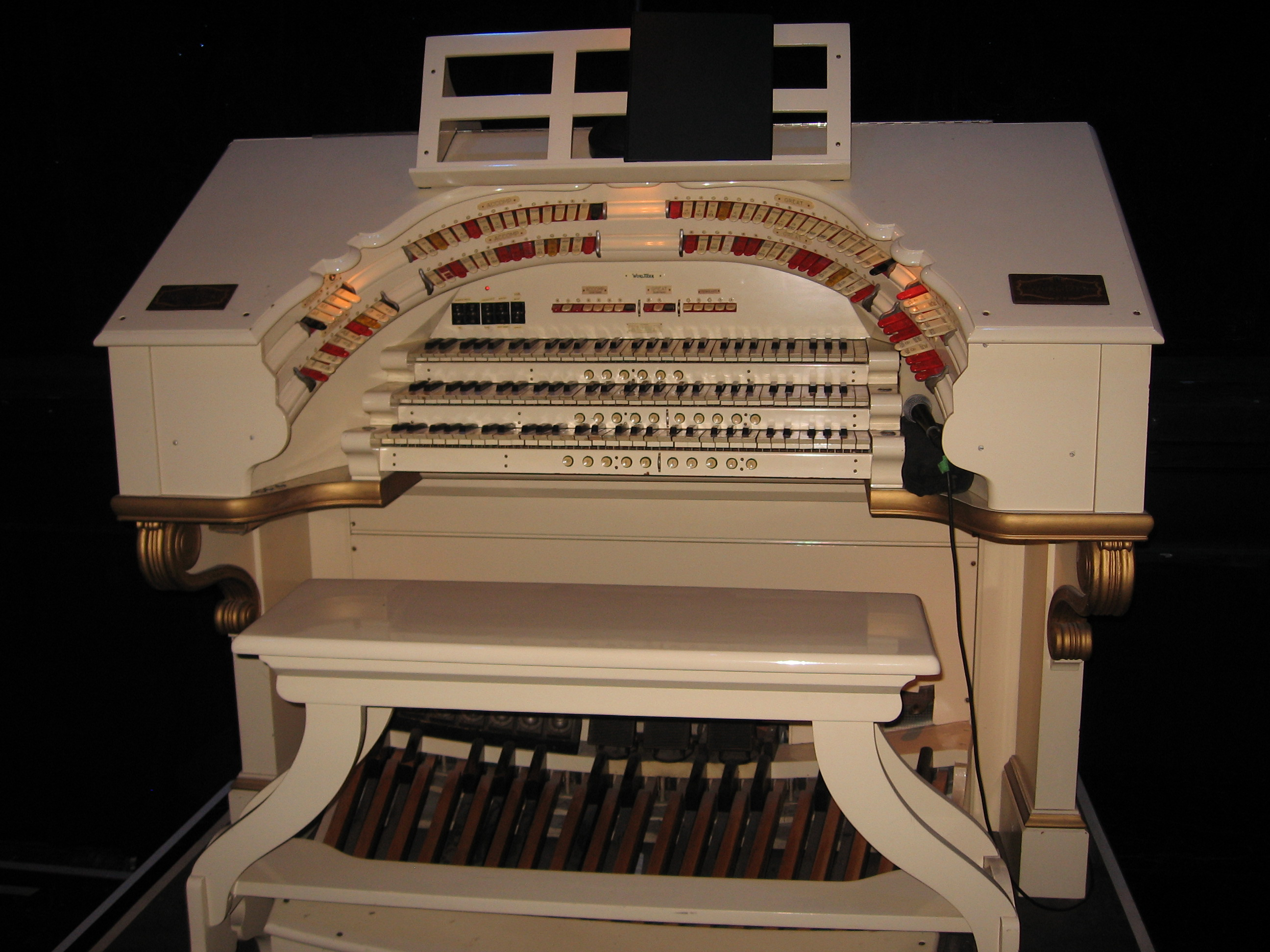
Stół gry organów Wurlitzera (Teatr „Oprhenum” w Los Angeles)

Organy kinowe, organy teatralne (ang. theater organ lub theatre organ) – rodzaj organów piszczałkowych zaprojektowanych w pierwszej połowie XX w. w celu zapewnienia podkładu muzycznego do niemych filmów. Organy kinowe były pierwotnie instalowane w teatrach i salach kinowych, w których dźwięk pianina był niewystarczający – miały one większą siłę głosu oraz możliwość imitowania różnych instrumentów podobnie jak klasyczne organy piszczałkowe. Organy kinowe zostały przystosowane do grania muzyki rozrywkowej poprzez zmianę dyspozycji (specyfikacji głosów) oraz wprowadzenie sekcji perkusyjnej i specjalnych efektów dźwiękowych.
Wynalazcą organów kinowych jest brytyjski muzyk Robert Hope-Jones. W 1911 prawa odkupiła od niego amerykańska firma produkująca głównie pianina – Rudolph Wurlitzer Company, która wkrótce stała się słynna z produkcji potężnych „organów kinowych Wurlitzera”. Jako że instrument był w stanie zastąpić całą orkiestrę, pierwotną jego nazwą było Wurlitzer Hope Jones unit orchestra (jednostka orkiestralna).
Wurlitzer był głównym producentem organów kinowych; inni to m.in. Robert Morton, Möller, Kimball, Marr and Colton.
Organy kinowe zazwyczaj są opisywane w formie: "nazwa instrumentu" liczba klawiatur ręcznych (manuały)/liczba głosów. Np. Tower Ballroom Wurlitzer 3/14 ma 3 manuały i 14 głosów.

## Cechy charakterystyczne instrumentu

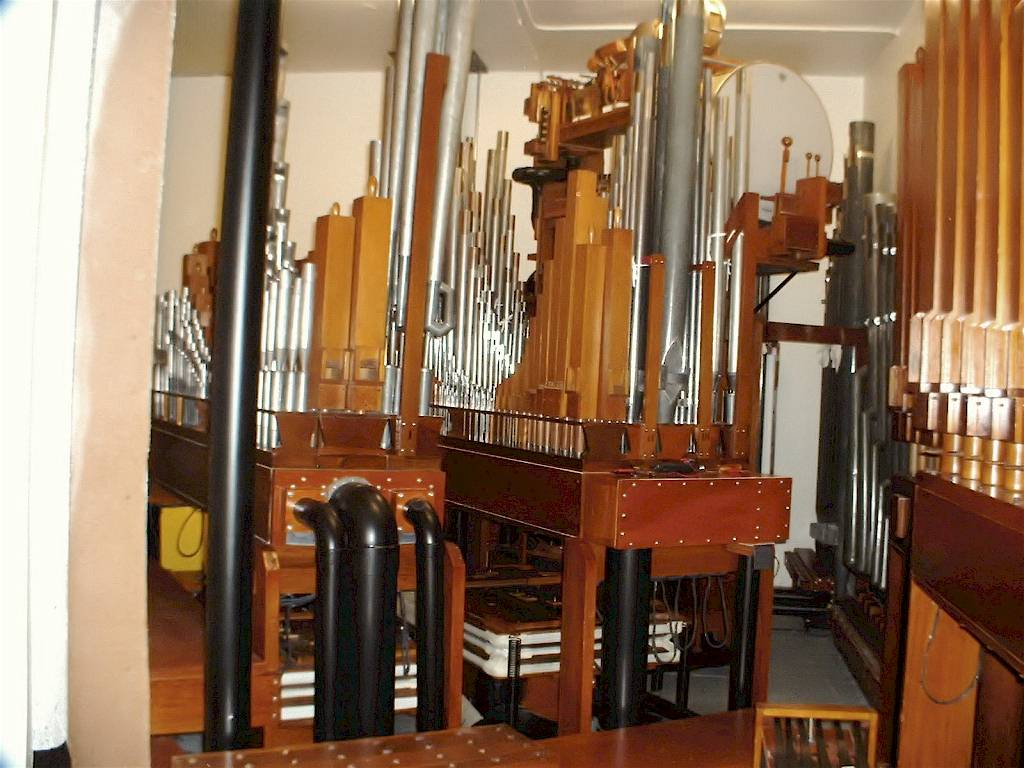
Widok komory organowej, w tle widoczna sekcja perkusji

-Tremulant (tremolo) – efekt, który zmienia w czasie amplitudę dźwięku (falowanie dźwięku) jest głębszy i obejmuje każdą rangę (głos) instrumentu. Niektóre większe organy kinowe mają kilka tremulantów, które można włączać dla poszczególnych głosów. Z wyłączonym efektem tremulantu i odpowiednimi głosami organy kinowe brzmią tak samo jak organy kościelne.
-Podstawowym głosem jest Tibia Clausa, organy kinowe mają też zazwyczaj wyższe ciśnienie w wiatrownicach. Wysokość ciśnienia zależy od komory, różne komory mają różne głośności. Rozwiązanie takie wymaga silnej dmuchawy.
-Komory organowe i żaluzje. Większość piszczałek organów kinowych jest zamontowana w komorach które są zakrywane i odkrywane przez system drewnianych żaluzji w ten sposób regulowana jest głośność instrumentu. Wyjątkiem są czasami głosy 32' gdzie długość piszczałki zwiększała by znacząco wielkość komory, największe piszczałki są wtedy zazwyczaj instalowane za sceną teatru. Zabudowana sekcja instrumentu sprawia iż w większości instalacji jedynym widocznym elementem instrumentu jest stół do gry.
-Sekcja perkusyjna. Organista może sprzężyc jedną z klawiatur instrumentu z różnymi rodzajami bębnów, talerzy perkusyjnych, tamburynów, grzechotek, trójkątów, gongów (perkusja niestrojona, naciśnięcie każdego klawisza da ten sam dźwięk). Elementami perkusji strojonej mogą być m.in. cymbałki, dzwony, ksylofon, marimba czy harfa. Organy kinowe często posiadają też sprzężenie dolnej klawiatury z pianinem.
-Efekty specjalne. Wykorzystywane podczas grania akompaniamentu niemego filmu, np. klakson, gong, dzwonek telefonu, odgłosy parowozu, odgłosy ptaków, grzmoty oraz odgłosy deszczu.

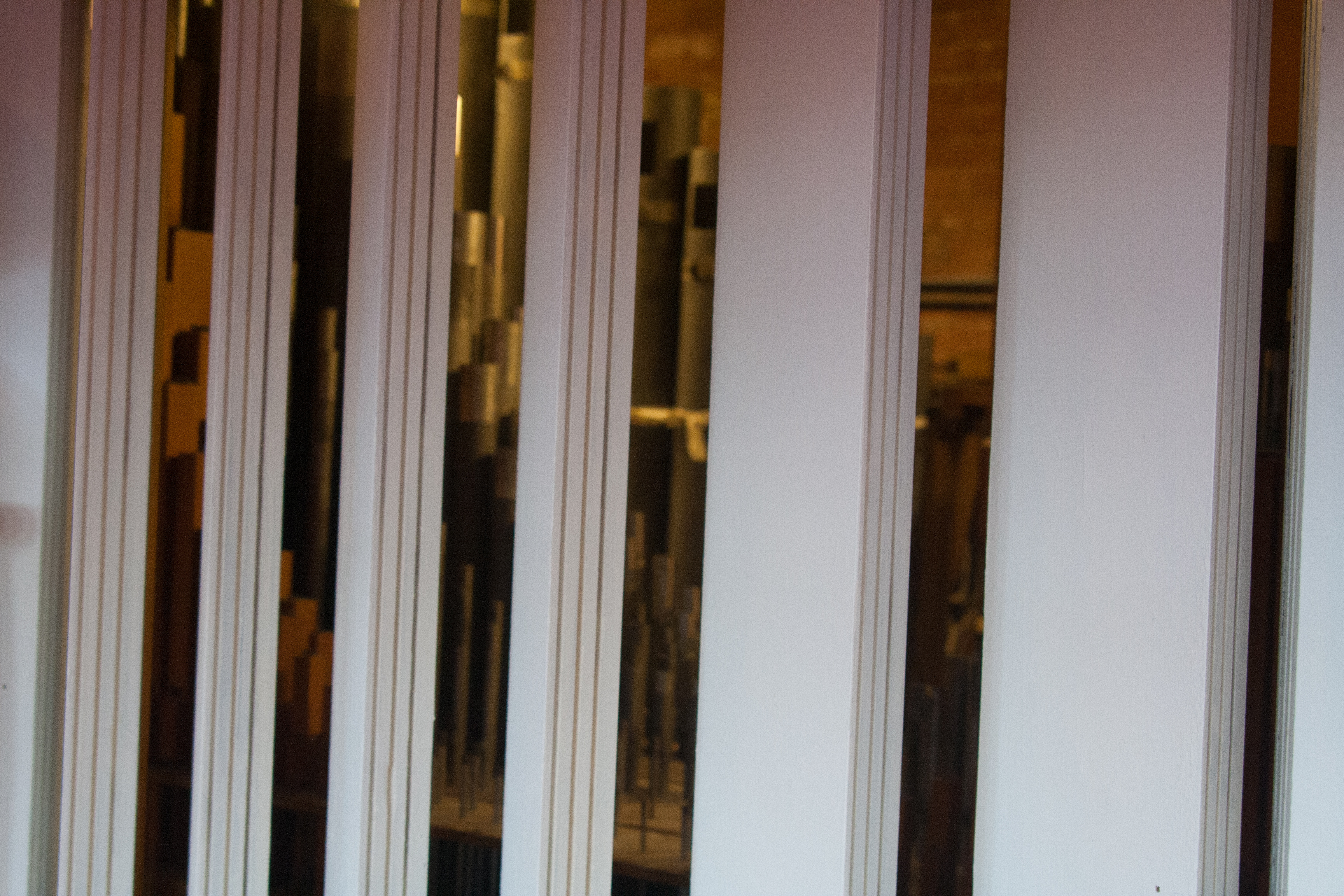
Żaluzje komory organowej, otwieranie i zamykanie żaluzji poprzez pedał zmienia siłę głosu w sali

-Stół do gry (zabudowa z klawiaturami) w kształcie podkowy. Organy kinowe są obsługiwane przez jednego organistę obsługującego co najmniej dwie klawiatury ręczne (manuale: solo (górny manual) oraz accompaniment (dolny manual)), pedałową klawiaturę nożną (basową) oraz pedał ekspresji (regulujący otwieranie żaluzji). W celu łatwej rejestracji głosów przełączniki są zainstalowane dookoła klawiatur i w przeciwieństwie do starszych organów kościelnych nie są one wysuwane, a przełącza się je w dół. Przełączniki są często pokolorowane aby zaznaczyć rodzaj piszczałki i opisane (długość oraz nazwa np. czerwony Tuba 8' oznacza, że głos Tuba jest zbudowany z piszczałek językowych, a najdłuższa piszczałka w tym głosie ma 8 stóp). Dodatkowo przyciski kombinacji (pod każdą klawiaturą) pozwalają na szybką zmianę rejestracji. Większe organy mają więcej klawiatur, mogą mieć kilka komór organowych (co daje opcję regulacji siły głosu dla każdej komory osobno). Opcjonalny pedał crescendo aktywuje głosy instrumenty w celu zwiększenia siły głosu.
-Traktura elektryczna. Sygnały ze stołu do gry są przesyłane do elektromagnesów które otwierają dopływ powietrza z wiatrownic do piszczałek. Rozwiązanie to nie jest wyjątkowe dla organów teatralnych, ale było stosowane ze względu na niskie opóźnienie i możliwość wysuwania i opuszczana stołu do gry na windzie hydraulicznej. Stół do gry, mógł być schowany pod scenę i wysunięty na czas seansu.

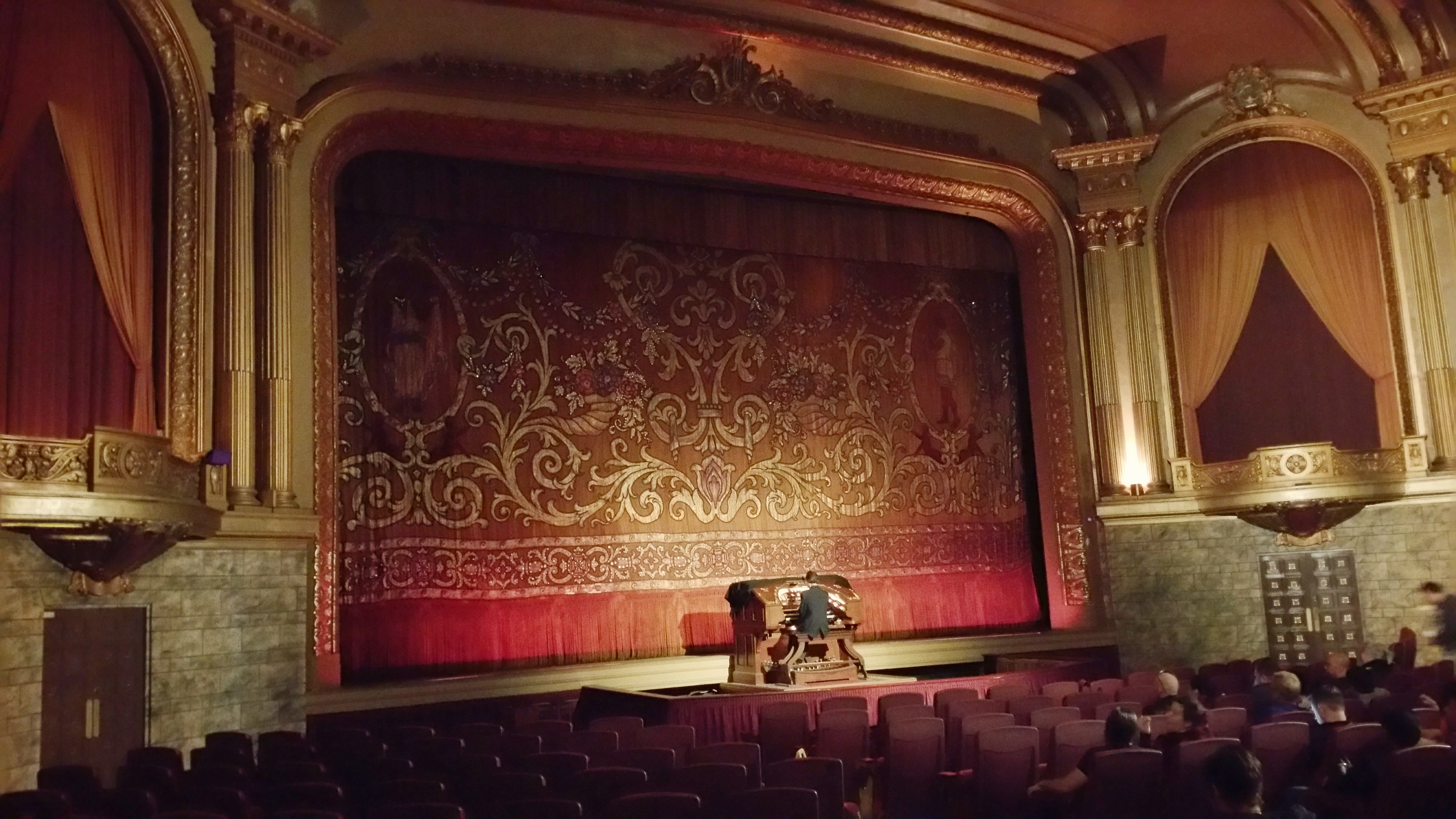
Sala teatru "Grand Lake" (Oakland, California), na środku sceny widać stół do gry. Dwa balkony zasłonięte kurtynami po prawej i lewej strony są zasłonami dla żaluzji i komór organowych. Teatry i kina z lat 20. XX w. zazwyczaj maskowały w ten sposób dwie główne komory organów.

## Budowa

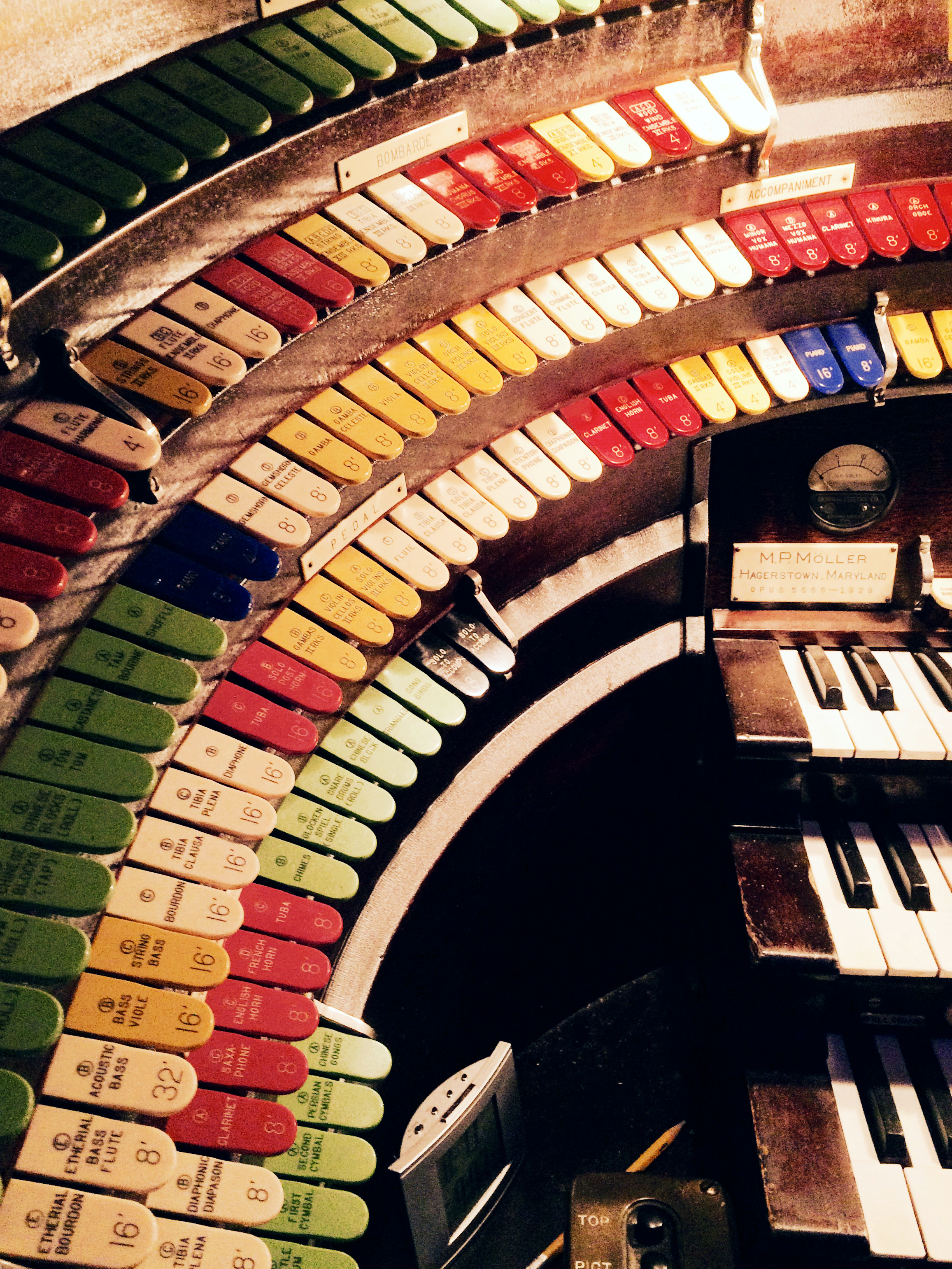
Lewa strona stołu do gry organów Mighty Mo (Potężny Möller) teatru Fox Atlanta, wciśnięcie każdego przełącznika w dół dodaje przypisaną grupę piszczałek do odpowiedniej klawiatury, co zmienia głos instrumentu.

W celu zmniejszenia kosztów instrumentu i zwiększenia liczby możliwych głosów organy kinowe dzielą piszczałki w inny sposób niż tradycyjne organy kościelne. Kolejne oktawy danego głosu są dodawane poprzez budowę kolejnych 12 piszczałek w górę lub w dół tonu, zamiast budowania całego dodatkowego głosu. Np. flet 4' i 8' to 61 piszczałek i 12 piszczałek niżej by pokryć dolną oktawę fletu 8' zamiast dwóch głosów po 61 piszczałek każdy. Jest to również oszczędność miejsca w komorze organów. Poprzez opisaną powyżej tzw. unifikację organy kinowe mają zazwyczaj mniej fizycznych głosów niż organy kościelne ale mają znacznie więcej przełączników głosów. Np. organy "Mighty Mo" teatru FOX Atlanta posiadają 42 głosy i 376 przełączników głosów. Ten sam głos może być dostępny na wielu klawiaturach co również zwiększa ilość przełączników oraz możliwych brzmień pozostawiając tę samą ilość piszczałek. Głosy które są często używane na dwóch klawiaturach jednocześnie mogą występować wielokrotnie np. Tibia 1 w komorze solo oraz Tibia 2 w komorze głównej (z ang. main chamber), różnicą pomiędzy takimi głosami będzie ich siła głosu.

## Organy kinowe dzisiaj
Wraz z pojawieniem się lepszych wzmacniaczy audio i możliwością zapisu dźwięku zsynchronizowanego z filmem (koniec lat 20 XX w.) Organy kinowe były coraz rzadziej instalowane w kinach i teatrach.
Ze spadkiem popularności potężnych pałaców filmowych wiele miejsc które kiedyś mieściły instalację organów kinowych zostało zniszczonych. W 1955 w celu zachowania istniejących jeszcze organów kinowych powstała amerykańska organizacja znana dzisiaj jako ATOS która opiekuje się organami z różnych części świata.
Szacuje się, że w samych Stanach Zjednoczonych zainstalowano 7000 organów kinowych, dziś pozostało ich około 300, z czego tylko kilkadziesiąt można uznać za egzemplarze oryginalne.
Po zakończeniu ery niemego kina organy teatralne znalazły nową rolę w muzyce rozrywkowej, używano ich m.in. do nagłaśniania sal balowych, popularni organiści tacy jak Jesse Crawford czy Reginald Dixon nagrywali aranżacje popularnych utworów. Nadawano też transmisje radiowe z organów kinowych Black Tower Ballroom (Anglia). Niektóre organy znalazły nowe miejsce w muzeach, restauracjach, kościołach, a nawet w prywatnych domach.
W Polsce w 1929 r. zainstalowano jedyny instrument tego typu. Obecnie trwają prace nad renowacją warszawskich organów Wurlitzera i instalacją instrumentu w warszawskim Muzeum Techniki.

### Elektroniczne i cyfrowe organy kinowe
Wraz z rozwojem technologii pojawiły się elektroniczne organy teatralne przeznaczone do domu. Produkowane m.in. przez firmy takie jak: Wurlitzer, Conn, Allen. Nie każde organy elektroniczne są organami teatralnymi\kinowymi, np. organy Hammonda. Dźwięk organów elektronicznych jest uzyskiwany w sposób analogowy poprzez oscylatory, dzielniki częstotliwości i specjalne filtry aby utworzyć głosy.
Organy cyfrowe pozwalają na wierną reprodukcję dźwięku przy użyciu nowszej technologii cyfrowej gdzie próbki dźwięku zostały nagrane z prawdziwych organów. Rozwiązaniem takim są programy Hauptwerk Paramount oraz MidiTizer które używają klawiatur MIDI jako kontrolera i odtwarzają dźwięk poprzez podłączone do komputera głośniki.